# 대한민국 형법 제307조
대한민국 형법 제307조는 명예훼손에 대한 형법각칙의 조문이다.

## 조문
제307조(명예훼손) ① 공연히 사실을 적시하여 사람의 명예를 훼손한 자는 2년 이하의 징역이나 금고 또는 500만원 이하의 벌금에 처한다.

② 공연히 허위의 사실을 적시하여 사람의 명예를 훼손한 자는 5년 이하의 징역, 10년 이하의 자격정지 또는 1천만원 이하의 벌금에 처한다.

第307條(名譽毁損) ① 公然히 事實을 摘示하여 사람의 名譽를 毁損한 者는 2年 以下의 懲役이나 禁錮 또는 500萬원 以下의 罰金에 處한다. 

② 公然히 虛僞의 事實을 摘示하여 사람의 名譽를 毁損한 者는 5年 以下의 懲役, 10年 이하의 資格停止 또는 1千萬원 이하의 罰金에 處한다.

## 참조 조문
제310조(위법성의 조각) 제307조제1항의 행위가 진실한 사실로서 오로지 공공의 이익에 관한 때에는 처벌하지 아니한다.

제309조(출판물 등에 의한 명예훼손) ① 사람을 비방할 목적으로 신문, 잡지 또는 라디오 기타 출판물에 의하여 제307조 제1항의 죄를 범한 자는 3년 이하의 징역이나 금고 또는 700만원 이하의 벌금에 처한다.
②제1항의 방법으로 제307조제2항의 죄를 범한 자는 7년 이하의 징역, 10년 이하의 자격정지 또는 1천500만원 이하의 벌금에 처한다.

## 사례
- 피고인이 자신의 모친이 위 병원에서 주사를 맞다 죽었으니 살인병원이라는 내용으로 소리를 지름으로써 피해자의 병원 경영 업무를 방해함과 동시에 피해자의 명예를 훼손하였고 그러한 내용의 베니어판을 목에 걸고 시위를 벌임으로써 피해자의 명예를 훼손하였다[1]

## 판례
- 특허발명에 대해 특허심판원의 무효심결이 내려진 후 확정되기 전에 甲이 “A가 생산ㆍ판매한 제품은 위 특허권을 침해한 제품이다.”라는 사실을 인터넷을 통하여 적시하고 A의 거래처들에 같은 내용의 내용증명을 발송한 경우, 甲에게 허위사실 적시 명예훼손죄와 허위사실 유포기타 위계에 의한 업무방해죄가 성립하지 않는다.[2]

- 명예훼손죄는 어떤 특정한 사람 또는 인격을 보유하는 단체에 대하여 그 명예를 훼손함으로써 성립하는 것이므로 그 피해자는 특정한 것임을 요하고, 다만 서울시민 또는 경기도민이라 함과 같은 막연한 표시에 의해서는 명예훼손죄를 구성하지 아니한다 할 것이지만, 집합적 명사를 쓴 경우에도 그것에 의하여 그 범위에 속하는 특정인을 가리키는 것이 명백하면 이를 각자의 명예를 훼손하는 행위라고 볼 수 있다[3]

- 특정된 한 사람에게 한 말도 그것이 결과적으로 불특정 또는 다수인에게 전파될 가능성이 있으면 공연성이 인정된다[4]

- 명예훼손죄의 구성요건인 공연성은 불특정 또는 다수인이 인식할 수 있는 상태를 말하는 것으로서, 비록 개별적으로 한 사람에 대하여 사실을 적시하더라도 그로부터 불특정 또는 다수인에게 전파될 가능성이 있다면 공연성의 요건을 충족하는 것이나, 어느 사람에게 귀엣말 등 그 사람만 들을 수 있는 방법으로 그 사람 본인의 사회적 가치 내지 평가를 떨어뜨릴 만한 사실을 이야기하였다면, 위와 같은 이야기가 불특정 또는 다수인에게 전파될 가능성이 있다고 볼 수 없어 명예훼손의 구성요건인 공연성을 충족하지 못하는 것이며, 그 사람이 들은 말을 스스로 다른 사람들에게 전파하였더라도 위와 같은 결론에는 영향이 없다[5]

- 경찰관을 상대로 진정한 사건이 혐의가 인정되지 않아 내사종결처리되었음에도 공연히 ‘사건을 조사한 경찰관이 내일부로 검찰청에서 구속영장이 떨어진다’라고 말한 것은 현재의 사실을 기초로 하거나 이에 대한 주장을 포함하여 장래의 일을 적시한 것으로 볼 수 있어 명예훼손죄에 있어서의 사실의 적시에 해당한다[6]

- 일일감사상황보고서의 일부를 변조하여 제시하면서 자신의 상사가 고위층의 압력을 받고 감사기간 중 자신이 감사를 진행중인 사항에 대한 감사활동을 중단시켰다고 기자회견을 한 경우, 그 적시사실의 허위성에 대한 인식은 물론 상사에 대한 비방의 목적도 있었다[7]

- 의사가 의료기기 회사와의 분쟁을 정치적으로 해결하기 위하여 국회의원에게 허위의 사실을 제보하였을 뿐인데, 위 국회의원의 발표로 그 사실이 일간신문에 게재된 경우 출판물에 의한 명예훼손이 성립하지 아니한다[8]

- 형법 제307조 제1항의 사실적시 명예훼손죄 공소사실에 대하여, 법원이 공소장 변경없이 동조 제2항의 허위사실적시 명예훼손죄를 인정하는 것은 피고인의 방어권 행사에 불이익을 주는 것이다[9]

- 명예훼손죄의 주관적 구성요건으로서의 범의는 행위자가 피해자의 명예가 훼손되는 결과를 발생케 하는 사실을 인식함으로써 족하며 특히 비방의 목적이 있음을 요하는 것은 아니다[10]

- 형법 제307조 제2항의 허위사실 적시에 의한 명예훼손죄가 성립하기 위하여는, 공연히 사실의 적시를 하여야 하고, 적시한 사실이 허위이어야 하며, 범인이 그와 같은 사실이 허위라고 인식하였어야 한다[11]

- 명예훼손죄에 있어서 공연성은, 비록 한 사람에 대하여 사실을 유포하더라도 불특정 또는 다수인에게 전파될 가능성이 있다면 그 요건을 충족하는 것이나, 전파 가능성이 없다면 공연성이 없다 - 이혼소송 계속중인 처가 남편의 친구에게 서신을 보내면서 남편의 명예를 훼손하는 문구가 기재된 서신을 동봉한 경우, 공연성이 결여되었다고 본다[12]

- 신문기자가 다른 신문 기사 내용과 피의자에 대한 구속영장을 열람한 것만으로는 기사의 진실성을 담보하기 위하여 필요한 취재를 다하였다 할 수 없고, 보도의 신속성이란 공익적인 요소를 고려한다 하더라도 위법성을 조각하게 할 정도에 이른 것이라고 볼 수 없다[13]

- 유명 연예인의 접대행위에 관하여 수사기록과 검사로부터 입수한 정보만을 근거로 사실 확인을 하지 아니한 채 허위기사를 게재한 행위에는 그 기사 내용이 진실이라고 믿을 만한 상당한 이유가 없다[14]

- 사람의 성명을 명시하지 않았다고 하더라도 그 표현의 내용을 주위사정과 종합판단하여 그것이 어느 특정인을 지목하는 것인가를 알아차릴 수 있는 경우에는 그 특정인에 대한 명예훼손죄를 구성한다[15]

- 형법 제309조 제2항의 허위사실적시 출판물에의한명예훼손의 공소사실에 대하여는 공소장 변경절차 없이도 형법 제309조 제1항의 사실적시 출판물에의한명예훼손죄나, 제307조 제1항의 명예훼손죄로 인정할 수 있다[16]

- 형법 제307조 제2항의 명예훼손죄에 있어서의 범의는 적시한 사실이 허위인 점과 그 사실이 사람의 사회적 평가를 저하시킬 만한 것이라는 점을 인식하는 것을 말하고 비방의 목적이 있음을 요하지 않는다[17]

- 명예훼손 내용의 사실을 발설하게 된 경위가 그 사실에 대한 확인요구에 대답하는 과정에서 나오게 된 것이라면 질문에 대한 단순한 확인대답이 명예훼손의 사실적시라고 할 수 없다[18]

- 사망자의 사망사실을 알면서 망인은 사망한 것이 아니고 빚 때문에 도망다니며 죽은 척 하는 나쁜놈이라고 함은 공연히 허위의 사실을 적시한 행위로서 사자의 명예를 훼손하였다고 볼 것이다[19]

- 반의사불벌죄에 있어서 피해자의 처벌 불원 의사표시나 처벌 희망 의사표시의 철회를 인정하기 위해서는 피해자의 진실한 의사가 명백하고 믿을 수 있는 방법으로 표현되어야 한다[20]

- 컴퓨터 워드프로세서로 작성되어 프린트된 A4 용지 7쪽 분량의 인쇄물이 형법 제309조 제1항 소정의 '기타 출판물'에 해당하지 않는다고 본다[21]

- 이미 사회의 일부에 잘 알려진 사실이라고 하더라도 이를 적시하여 사람의 사회적 평가를 저하시킬 만한 행위를 한 때에는 명예훼손죄를 구성한다[22]

- 공직자 비위 제보에 대하여, 공직자의 직속상관으로부터 부정적인 답변을 들었음에도 진위 확인 없이 일방적인 제보만을 바탕으로 보도한 경우, 그 기사 내용이 진실이라고 믿은 데 상당한 이유가 없다[23]

- 고소장에 명예훼손죄의 죄명을 붙이고 그 죄에 관한 사실을 적었으나 그 사실이 명예훼손죄를 구성하지 않고 모욕죄를 구성하는 경우에는 위 고소는 모욕죄에 대한 고소로서의 효력을 갖는다[24]

## 참고 문헌
- 이승선. (2021). 언론에 적용될 수 있는 ‘징벌적 손해배상법률안’의 위헌성 검토 : 헌법재판소의 2021년 형법 제307조, 정보통신망법 제70조 합헌 결정을 중심으로. 지역과 커뮤니케이션, 25(2), 7-26.
- 하태영. (2019). 형법 제307조 제1항 명예훼손죄에서 ‘사실 적시’의 의미와 형법 제307조 제2항 ‘허위사실’ 착오 해석방법. 영남법학,(49), 149-180.
- 권순민. (2016). 명예훼손죄의 비범죄화에 대한 논의와 그 대안에 대한 연구 - 형법 제307조 제1항의 사실 적시 명예훼손죄를 중심으로 -. 법학논총, 40(2), 135-159.
- 이도형. (2023). 전파가능성 법리로 해석되는 형법 제307조에 대한 헌법적 검토 [석사학위논문, 한국방송통신대학교].
- 김두식. (2020). 위법성조각사유와 책임조각사유의 증명책임 -형사소송법 제307조 제2항과 증거제출책임 논의를 중심으로-. 강원법학, 59, 231-261.
- 유의선. (1998). 인터넷상의 명예훼손 위법성 구성 및 조각사유 준용에 관한 연구: 형법 307~310조를 중심으로. 한국언론학보, 43(2), 179-209.

## 같이 보기
- 대한민국 형법 제310조 위법성의 조각
- 대한민국 형법 제309조 출판물에 의한 명예훼손죄
- 대한민국 형법 제308조 사자의 명예훼손
- 모욕죄
- 명예훼손죄